# صل (الظهار)
صل هي إحدى قرى عزلة ثواب الأسفل بمديرية الظهار التابعة لمحافظة إب، بلغ تعداد سكانها 807 نسمة حسب تعداد اليمن لعام 2004.